# Hedychium ellipticum
Hedychium ellipticum är en enhjärtbladig växtart som beskrevs av Buch.-ham. och James Edward Smith. Hedychium ellipticum ingår i släktet Hedychium och familjen Zingiberaceae. Inga underarter finns listade i Catalogue of Life.